# David Klemperer
David Klemperer (* 22. Juni 1980 in Kiel, Deutschland) ist ein ehemaliger deutscher Beachvolleyballspieler.

## Karriere
Klemperer begann 1991 mit dem Volleyball in der Halle und wechselte 1995 zum Beachvolleyball. Mit Thomas Kröger gewann er 1998 in Burg auf Fehmarn die deutsche A-Jugend-Meisterschaft. Mit Niklas Rademacher wurde er 1999 Vize-Europameister der U19. Im folgenden Jahr gewann er mit Jonas Reckermann die U23-EM in Italien. Anschließend spielte er wieder zusammen mit Rademacher. Das Duo wurde 2001 und 2004 Dritter der Deutschen Meisterschaft. Bei der WM 2003 in Rio de Janeiro belegten sie den neunten Rang. 2004 erreichten sie außerdem Platz vier bei der EM und einen zweiten Platz beim World-Tour-Turnier in Stavanger. 2005 wurde erstmals Eric Koreng sein Partner, mit dem er bei der WM in Berlin jedoch nicht über den 25. Platz hinauskam. Mit Kjell Schneider wurde Klemperer 2006 Dritter der Deutschen Meisterschaft und Fünfter der Europameisterschaft. Als sein Partner sich aus gesundheitlichen Gründen zurückziehen musste, kam das Duo Klemperer/Koreng wieder zusammen und war sofort erfolgreich. Bei der deutschen Meisterschaft wurden sie ebenso Dritte wie bei der EM in Valencia und die WM in Gstaad beendeten sie auf dem neunten Rang. Bei den World-Tour-Turnieren in Berlin und Klagenfurt wurden sie Zweiter.

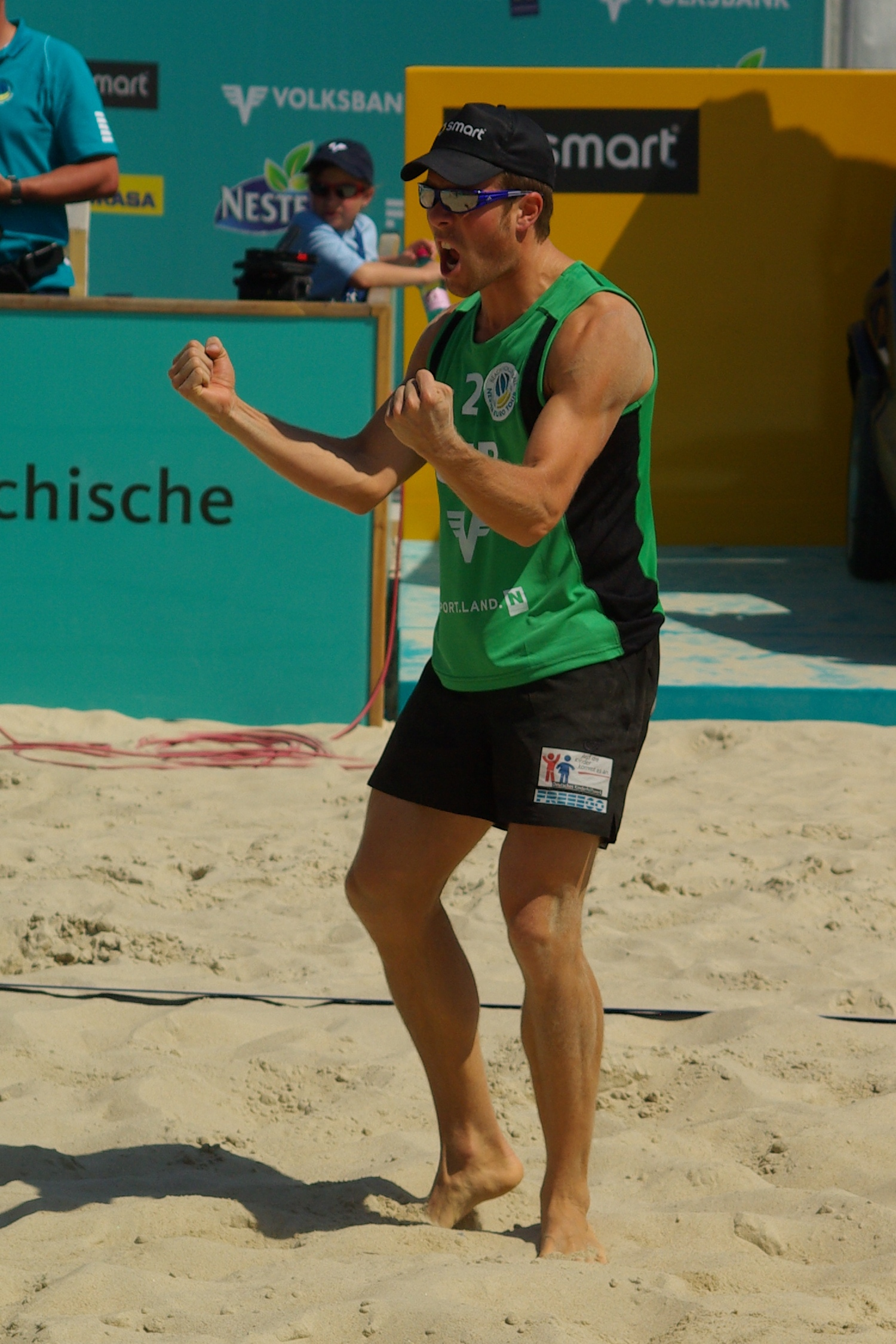
Bei den Austrian Masters 2008 in St. Pölten

Besondere Aufmerksamkeit wurde Koreng beim Finale von Berlin zuteil, wo er im dritten Satz wegen der Hitze einen Kreislaufkollaps erlitt und von seinem brasilianischen Gegenspieler Fabio Luiz vom Platz getragen wurde. 2008 erreichte das von Gerald Maronde trainierte Duo den dritten Platz beim World-Tour-Turnier in Paris. Als zweites deutsches Team qualifizierten sich Klemperer/Koreng für die Olympischen Spiele in Peking, wo sie das Viertelfinale erreichten. Anschließend wurden sie mit einem 2:1-Sieg gegen die Titelverteidiger Julius Brink und Christoph Dieckmann erstmals deutscher Meister. Weitere Höhepunkte in der Karriere von Klemperer/Koreng waren 2010 ein Sieg beim Grand Slam in Stavanger und ein zweiter Platz beim Grand Slam in Gstaad.
2012 beendete Klemperer seine Karriere als Beachvolleyballer mit einem fünften Platz in Berlin.

## Berufliches
Klemperer studierte Betriebswirtschaftslehre an der Christian-Albrechts-Universität in Kiel und arbeitet heute als Diplom-Kaufmann in Hamburg. Außerdem arbeitet er auf der Techniker Beach Tour als Experte, Reporter und Kommentator. Von 2020 bis 2021 war Klemperer Geschäftsführer der „Deutschen Volleyball Sport GmbH“.